# Бетгаузен
Бетгаузен (рум. Bethausen) — село у повіті Тіміш в Румунії. Входить до складу комуни Бетгаузен.
Село розташоване на відстані 359 км на північний захід від Бухареста, 56 км на схід від Тімішоари.

## Населення
За даними перепису населення 2002 року у селі проживали 909 осіб.
Національний склад населення села:
| Національність | Кількість осіб | Відсоток |
| -------------- | -------------- | -------- |
| румуни         | 784            | 86,2%    |
| українці       | 74             | 8,1%     |
| угорці         | 35             | 3,9%     |
| німці          | 14             | 1,5%     |

Рідною мовою назвали:
| Мова       | Кількість осіб | Відсоток |
| ---------- | -------------- | -------- |
| румунська  | 793            | 87,2%    |
| українська | 67             | 7,4%     |
| угорська   | 34             | 3,7%     |
| німецька   | 13             | 1,4%     |